# Імперська фашистська ліга
Імперська фашистська ліга або ІФЛ (англ. Imperial Fascist League; IFL) — британська фашистська партія, що існувала з 1929 до 1939 року. Партію створив британський ветеринар Арнольд Ліз, який раніше був членом «Британських фашистів». Британські фашисти були переважно захоплені італійським фашизмом, який фокусувався на експансіонізмі та будівництві імперії, а ІФЛ, під впливом видатного нациста Юліуса Штрайхера, почала переймати теми антисемітизму та переваги білих. Партія видавала журнал The Fascist та мала воєнізоване крило — Фашистський легіон. Імперська фашистська ліга конкурувала з іншою фашистською партією Великої Британії — Британським союзом фашистів (БСФ), очолюваним Освальдом Мослі.

## Історія

### Створення
Імперська фашистська ліга була створена Арнольдом Спенсером Лізом, майором Бейлі та Л.Х. Шеррардом. На початку ІФЛ не була створена як антиєврейська організація. Початкові цілі ІФЛ включали прийняття фашистської концепції політичного, економічного та соціального життя, а також порятунок Британської імперії "від руйнування". Шеррард описав цілі ІФЛ як освітні, а не як спрямовані на формування власного фашистського аристократичного корпоративістського уряду. Саме під керівництвом Ліза антисемітизм став найвидатнішою частиною пропаганди ІФЛ.
Згідно з автобіографією Ліза, його «політичне пробудження» настало після знайомства з Артуром Кітсоном, який познайомив його з іншою британською фашистською організацією «Британцями» і подарував йому екземпляр «Протоколів старійшин Сіону» в середині 1920-х років. Ліз працював ветеринаром в Індії, вивчаючи хвороби верблюдів. На початку Першої світової війни Ліз вступив до Королівського армійського ветеринарного корпусу, а після війни відкрив ветеринарну практику в Стемфорді, де познайомився з Артуром Кітсоном і почалася його десятирічна кампанія. У 1928 році він пішов на пенсію, щоб присвятити своє життя створенню та керівництву "найекстремальнішою британською фашистською партією міжвоєнної доби".

### Міжвоєнний час
ІФЛ мала щомісячний журнал під назвою The Fascist. Перше видання вийшло у березні 1929 року, редактором був Ліз. У перших двох випусках The Fascist антисемітські коментарі маскувались синонімами, а саме словом "чужий". Наприклад, у статті під назвою «Чужий Лондон» ІФЛ заявила, що в Лондоні є всі види "азійських інородців та східних балакунів". У статті додалося, що люди цих рас не можуть об'єднатися з британською расою. Фраза "азійський" була очевидним синонімом "єврейський". Однак у зародковому стані ІФЛ ще не прийняла антисемітизм і не висвічувала його відкрито і радикально.
ІФЛ поглинула расовий антисемітизм наприкінці 1929 року, після того, як Ліз став керівником ІФЛ. У листопадовому випуску The Fascist за 1929 Л.Х. Шеррард написав статтю, в якій використав змовницьке антисемітське формулювання про те, що Ліга Націй була "союзником єврейської грошової влади". У тому ж виданні The Fascist стверджувалося, що "британському характеру" "загрожує демократія" та "єврейське зараження". Віра в те, що Ліга Націй була частиною єврейської змови щодо підриву національних держав та заміни їх всесвітньою єврейською державою, ніколи не з'являлася на чільному місці в основних публікаціях. Однак це був незмінний аргумент екстремістських видань, таких як Plain English та Patriot. До кінця 1929 майже всі напрямки антисемітизму і шаблони, що стосуються євреїв, використовувалися ІФЛ і з тих пір стали основним напрямом всієї їх літератури. У цьому найчастіше використовуваним напрямом антисемітизму був псевдонауковий расистський антисемітизм.
З кінця 1929 расистський антисемітизм вийшов на перше місце за важливістю для ІФЛ, а "політика — на друге". Подібно до «британців», Ліз вважав, що євреї схильні до расових змов. Як стверджувалося у The Fascist, "єврей сильний розумом, але з характером". Євреї вважалися поверхнево сильними через передбачуваний фінансовий контроль, але фізично вони були слабкими і схильними до клановості. Ліз стверджував, що євреї є "клановими" через "соціальну непопулярність". Подібно до єврейських одержимих організацій «Британці», фанатичний антисемітизм, особливо біологічного расового характеру, був "продовженням" власних забобонів лідера організації. Як висловився Ліз, він досліджував євреїв у тому ж "науковому дусі", в якому він "досліджував хвороби верблюдів".
У жовтневому випуску The Fascist за 1930 рік ІФЛ вперше визнала німецький фашизм як найдосконалішу модель, після чого Ліз почав будувати власну партію за нацистським зразком. Ліз став з великою недовірою ставитися до італійської моделі, а пізніше став відверто агресивним по відношенню до БСФ. Пізніше Ліз став відомий як "сумно відомий націонал-соціаліст і єврейський приманщик" в Міністерстві внутрішніх справ. У жовтневому випуску The Fascist за 1930 було показано, наскільки раса і антисемітизм були невід'ємною частиною концепції фашизму Ліза і ІФЛ. У цьому виданні стверджувалося, що нордичні раси (представники яких, за словами Ліз, походили з Італії, Північної Франції, Великої Британії та США) стикаються із спільним ворогом — "єврейською грошовою владою", що означає на думку Ліза, що фашизм має бути "антиєврейським" з "расових причин", які "не пов'язані з релігією".
Скільки зборів провела ІФЛ і скільки людей було на них у 1928-1930 роках, невідомо. Перші збори IFL, які привернули помітну увагу преси, відбулися в 1931 році. Про ці збори писала газета Manchester Guardian. Ліз привернув увагу протестувальників, а коли він почав виступати, в нього кинули стільці. Це говорить про те, що, хоча ІФЛ була невеликою організацією, вона все ж таки сприяла організованій реакції своїх політичних опонентів. Хоча невідомо, скільки зборів провела ІФЛ у 1928-1930 роках, відомо, що ІФЛ намагалася зірвати засідання Союзу Ліги Націй у 1929 році.
На початку 1932 Освальд Мослі, все ще очолюючи залишки своєї Нової партії (практично знищеної в результаті катастрофічних результатів на Парламентських виборах 27 жовтня 1931), приступив до створення Британського союзу фашистів. При цьому він намагався привернути групи однодумців, сподіваючись, що вони приєднаються до нього. З цією метою його представники звернулися як до Імперської фашистської ліги, так і до британських фашистів. Так, 27 квітня 1932 року Мослі головував на зборах молодіжного крила Нової партії. Перед присутніми виступили Генрі Біміш та Арнольд Ліз, товариш Біміша. Їхні спільні виступи називалися "Сліпота британської політики під владою єврейських грошей". Однак незабаром після цих зборів переговори зірвалися: Мослі вирішив, що зв'язуватися з затятими ненависниками євреїв Бімішем, Лізом та кількома десятками їхніх однодумців надто ризиковано. Їхні погляди могли коштувати Британському союзу фашистів надії на привабливий характер та респектабельну підтримку. Справді, Британський союз фашистів у цей час почав активно заперечувати, що він був антиєврейським. Ліз, обурений готовністю Мослі до компромісу, так і не пробачив його і згодом використовував будь-яку нагоду, щоб висміяти його як фальшивого ненависника євреїв та "кошерного фашиста". Було багато жорстоких зіткнень між прихильниками Імперської фашистської ліги та Британського союзу фашистів. Порівняно з БСФ ІФЛ була дуже нечисленною. Основними видами діяльності ІФЛ були випуск газети та тихі партійні збори. Реклама поза The Fascist була відносно рідкісною, а інциденти, які її викликали, як правило, були дуже дрібними. Наприклад, у 1934 році прапор ІФЛ був піднятий над Каунті-холом у Вестмінстері на знак протесту проти його нібито єврейської політики. Відносини між БСФ та ІЛФ були дуже напруженими. З самого початку Ліз ставився до Мослі з великою підозрою, вважаючи його політичним авантюристом, як він оцінював Мослі, коли в 1931 році була заснована Нова партія, а про вплив Мослі на фашизм у Великій Британії Ліз заявив: "Поява Мослі стала катастрофою для розвитку фашизму у Великій Британії". Зі свого боку, Мослі намагався не звертати уваги на ІФЛ та Ліза. Проте Ліз одного разу дуже розізлив Мослі, коли заявив, що його перша дружина, леді Синтії Керзон, мала діда за походженням єврея. Це питання розгорілося між двома групами, і в кінці листопада 1933 БСФ організував напад на збори ІФЛ, в ході якого Ліз був фізично побитий.
Наприкінці літа 1936 року Ліз разом з друкарем газети «Фашист» Уолтером Уайтхедом був притягнутий до суду за звинуваченням у підбурюванні до наклепу та громадського підбурювання у зв'язку зі статтею в червневому номері газети за 1936 рік, в якій євреїв звинувачують в ритуальних вбивствах. Ліз був визнаний винним за звинуваченням у підбурюванні та відправлений до в'язниці на 6 місяців. Як основний діяч ІФЛ, це, безсумнівно, мало серйозний вплив на організацію та управління рухом, і ІФЛ пережив деякий спад. Поки Ліз відбував покарання, уряд ухвалив Закон про громадський порядок, який набрав чинності у січні 1937 року і заборонив уніформу та наклав обмеження на марші та публічні виступи. Загалом ефект від цих двох інцидентів значно відкинув ІФЛ назад.

### Друга світова війна і заборона партії
У період перед Другою світовою війною ІФЛ проводила антивоєнну кампанію, заявляючи, що виступати проти Німеччини, яка справді вирішувала єврейську проблему, було помилково. У якийсь момент виникла загроза прямих дій проти тих, хто підтримував війну, хоча, зважаючи на все, нічого так і не було здійснено. Але ця енергійна лінія, можливо, й справді залучила підтримку, тож ІФЛ, ймовірно, була у найсильнішому стані на початку війни. Початок війни у 1939 році, незважаючи на погрози, не призвів до будь-яких узгоджених дій. Справді, єдиний помітний інцидент було здійснено самим Лізом. У травні 1940 року було введено в дію Положення про оборону 18B, що призвело до арешту всіх провідних фашистів, багато з яких мали бути інтерновані на час війни, а також заборони їх партій. Ліз, схоже, передбачав таку можливість і підготувався відповідним чином. Йому вдалося вислизнути від поліції, посланої заарештувати його, і переховуватися до листопада 1940 року, коли, натрапивши на поліцейських, які обшукували його власний будинок, він не зміг протистояти бажанню напасти на них і був остаточно заарештований.